# William Field
William Field var en amerikansk politiker som var viceguvernör i Connecticut från 1855 till 1856. Detta var under den första av två ettåriga mandatperioder som William T. Minor var guvernör.